# Captain Novolin
Captain Novolin est un jeu vidéo de plates-formes éducatif sur Super Nintendo qui place le joueur dans la peau d'un super-héros atteint de diabète, Captain Novolin.
Le jeu était sponsorisé par Novo Nordisk, qui fabrique la marque d'insuline Novolin.

## Système de jeu
Captain Novolin est le seul capable d'arrêter l'extra-terrestre Blubberman et de sauver le maire de DesPins. Il conduit un hors-bord et doit éviter les envahisseurs extra-terrestres qui se sont transformés en "malbouffe". Captain Novolin doit aussi manger des repas sains pour garder son taux de glucose à un niveau qui le garde en bonne santé.
Le joueur peut gagner des points extra en répondant correctement à des questions à choix multiples sur le diabète (dont les réponses correctes sont données en début de niveau).

## Réputation
Le jeu est considéré comme l'un des plus bizarres et plus mauvais jeux vidéo jamais créés, en particulier à cause de sa grande difficulté déraisonnable et contrôles difficiles.
Le Joueur du Grenier a testé ce jeu dans l'une de ses émissions.